# 모모는 철부지
모모는 철부지는 1980년에 공개된 대한민국의 영화이다.

## 배역
- 전영록 : 모모 역
- 이미숙 : 말자 역
- 유장현
- 최불암
- 정혜선
- 이종만
- 김만
- 장순자